# جورج كولمان
جورج كولمان (بالإنجليزية: George Colman the Elder)‏ هو كاتب مسرحي ومدير مسرحي إنجليزي. كتب عدداً من المسرحيات واستأجر مسرح كوفنت جاردن،وخلال تلك الفترة عرضت مسرحيات جولد سميث وغيرها. ومنذ عام 1776م إلى وفاته، كان مديراً لمسرح هيماركت وتولّى إدارته من بعده ابنه جورج كولمان (الابن).

## مسرحياته
كتب عدداً من المسرحيات ومن أشهرها:
- الزوجة الغيورة (1761)
- الزوج السرّي (1766)

## روابط خارجية
- جورج كولمان على موقع الموسوعة البريطانية (الإنجليزية)
- جورج كولمان على موقع ميوزك برينز (الإنجليزية)